# 기능주의 (심리철학)
기능주의는 의식 또는 심적 활동을 환경에 대한 적응 기능이라는 측면에서 연구하여야 한다는 입장을 말한다. 기능주의는 심신문제(mind-body problem) 에 답을 얻기위한 노력이 동일론자와 논리적 행동주의자들에 의해 성공하지 못하였기 때문에 개발된 철학용어이다.
여기서 말하는 "기능"이라는 것은 어떤 인과적 역할을 실행하는 것을 의미한다. 예를 들어, 동물이 느끼는 고통은 조직손상 감지의 역할을 수행한다. 즉 임의의 어떤 장치가 한 유기체 안에서 조직 손상이 일어난 것을 신빙성있게 감지할 수 있을 경우에만, 그 장치는 그 유기체를 위한 조직-손상 감지기이다. 어떤 것을 하나의 책상으로 만드는 것, 기화기로 만드는 것, 혹은 온도계로 만드는 것은 어떤 세부적인 물리 화학적 구조나 메커니즘이 아니라 어떤 기능을 수행할 수 있는 그것들의 능력이다. 이 개념들은 구조적 청사진에 의해서가 아니라 수행될 기능들에 의해 구체적으로 규정된다.

## 심적 속성들의 다수 실현 가능성

### 의의
1967년에 힐러리 퍼트넘(Hilary Putnam)은 "심리적 술어들"이라는 제목의 한 논문을 발표하였다. 그다지 길지 않은 이 논문은 다음의 놀라운 세 가지 일을 수행함으로써 심리 철학의 논쟁을 근본적으로 바꾸어 놓았다. 첫째, 그것은 곧바로 마음에 대한 지배적인 이론이었던 유형 물리주의(type physicalism), 특히 마음-두뇌 동일론의 몰락을 초래하였다. 둘째, 그것은 마음의 본성에 관한 고도로 영향력있는 입장으로 자리잡아 온 기능주의를 탄생시켰다. 셋째, 그것은 심적 속성들 및 특수 과학들의 다른 "상위차원" 속성들에 관한 견해로서 인정받은 비환원주의의 입지를 강화시켰다. 최선의 지위를 가진 현대 과학이 심성에 관한 유일하게 적합한 견해로 판단하고 진척시켰던 마음-두뇌 유형 물리주의는 기대와는 달리 단명하였고, 1970년대의 기간 동안 대부분 철학자들은 환원적 물리주의를 심리학에 대한 견해로서만이 아니라 모든 종류의 특수 과학들에 대한 입장으로서도 포기하였다.

### 다수 실현가능성
다수 실현가능성(multiple realizabiity)은 하나의 심적 상태를 나타내기 위한 물리적인 실제로 여러 가지가 가능하다는 논리이다. 오늘날 대다수의 컴퓨터는 전기전자회로를 통해 구현되지만, 대체컴퓨팅(unconventional computing)이라고 불리는 분야에서 흔히 보여지는 예로서, DNA를 이용한 컴퓨터, 수압과 밸브를 이용한 컴퓨터도 구현이 가능하다. 우리가 사용하고 있는 컴퓨터와 기능적, 추상적 수준에서는 동일한 역할을 수행하지만 구현 수준에서는 여러 가지 다른 방법이 가능한 것과 마찬가지로 마음에서도 이러한 것이 가능할 것이다.

## 튜링머신과의 관계
기능주의에서 의식 또는 마음에 대한 설명은 마음과 컴퓨터 사이의 관계를 떠올려보면 잘 이해된다. 수학적으로 바꿔말하면, 컴퓨터 대신 튜링머신이라고 하는 것이 더 정확하다. 튜링머신과 마음과의 관계는 아래와 같이 짝지어볼 수 있다.
- 입력 데이터 <-> 인간의 감각
- 출력 데이터 <-> 인간의 행동과 기억
- 기능상태(functional states) <-> 심적상태 (Mental state)
- 하나의 기능상태에서 다른 상태로 움직이는 능력
- 전체 영역의 작동시, 다른 부분들과 관련된 기능상태의 정의 (인터페이스 역할)

## 같이 보기
- 기능주의 심리학
- 구성주의
- 행동주의

## 참고 문헌
- 심리철학: 김재권 (철학자) 지음, 하종호. 김선희 옮김, 철학과현실사 (579-5908), 1997 (원서: Philosophy of Mind, Westview Press, 1996), Page 131~180